# 11월 23일
11월 23일은 그레고리력으로 327번째(윤년일 경우 328번째) 날에 해당한다.

## 사건
- 1945년 - 신의주 반공학생사건이 일어나다.
- 1946년 - 남조선로동당이 결성되다.
- 1971년 - 중화인민공화국이 유엔 안전보장이사회의 상임이사국이 되다
- 1978년 - 국제전기통신연합(ITU)의 권고에 따라 유럽, 아프리카, 아시아 지역의 중파방송 주파수가 9kHz 간격에 따라 일제히 변경되었다.
- 1984년 - 소련인 미투조크, 판문점서 남한으로 망명.
- 1988년 - 전두환 전 대통령이 재임기간 저지른 비리에 대해 대국민 사과성명을 발표하고 백담사로 떠났다.
- 1990년 - 누르술탄 나자르바예프 카자흐스탄 공화국 대통령 방한.
- 1991년 - 프레디 머큐리가 자신이 에이즈가 있다는 것을 밝히다. 머큐리는 다음날 사망하였다.
- 1997년 - IMF 실무단 1진이 대한민국 도착.
- 1998년 - 경주에서 '제2안압지'로 추정되는 남북국 신라시대 것으로 추정되는 대규모 인공연못 발굴
- 1999년 - 전국민주노동조합총연맹, 창립 4년 만에 신고필증을 교부받아 합법화됨.
- 2007년 - 삼성 특검: 국회에서 삼성그룹의 불법비자금 의혹을 수사하기 위한 '삼성 비자금 의혹관련 특별검사의 임명 등에 관한 법률'을 통과시켰다.
- 2008년 - 철원 군부대 수류탄 폭발 사고가 일어났다.
- 2010년 - 조선민주주의인민공화국이 대한민국 연평도에 포격을 하였다.
- 2012년 - 안철수가 18대 대통령 선거 후보에서 사퇴하다.
- 2014년 - 일본 나가노현에서 규모 6.8의 강진이 발생해서 39명이 부상당하였다.

## 문화
- 1936년 - 주간 사진 잡지인 라이프 지가 창간하다.
- 1981년 - 가야 시대 철갑, 경남 김해에서 발견.
- 1987년 - 대한민국의 경상북도 북부 지역의 안동MBC TV 연주소 개국.
- 2016년 - 평화방송이 가톨릭평화방송으로 명칭 변경.

## 탄생
- 912년 - 신성로마제국 황제 독일의 왕 오토 1세. (~973년)
- 1402년 - 프랑스의 귀족 장 드 뒤누아 백작. (~1468년)
- 1804년 - 미국의 제14대 대통령 프랭클린 피어스. (~1869년)
- 1837년 - 네덜란드의 물리학자 요하너스 디데릭 반데르 발스. (~1923년)
- 1859년 - 미국의 연쇄살인범 빌리 더 키드. (~1881년)
- 1887년 - 영국의 물리학자 헨리 모즐리. (~1915년)
- 1896년 - 체코슬로바키아의 정치인 클레멘트 고트발트. (~1953년)
- 1898년 - 구 소련의 군인 로디온 말리놉스키. (~1967년)
- 1912년 - 대한민국의 마라톤 선수 남승룡. (~2001년)
- 1914년 - 미국의 배우 조지 던. (~1982년)
- 1920년 - 대한민국의 장군 백선엽. (~2020년)
- 1927년
  - 대한민국의 시인, 건축학자, 저술가 윤일주. (~1985년)
  - 이탈리아의 추기경 안젤로 소다노. (~2022년)
- 1928년
  - 대한민국의 군인 이종연. (~2024년)
  - 미국의 극작자 제리 보크. (~2010년)
  - 중화인민공화국의 영화배우 레오 퐁. (~2022년)
- 1933년 - 폴란드의 작곡가 크시슈토프 펜데레츠키. (~2020년)
- 1934년
  - 미국의 영화감독 로버트 타운. (~2024년)
  - 오스트레일리아의 테니스 선수 루 호드. (~1994년)
- 1938년
  - 일본의 외교관 아오키 모리히사. (~2024년)
  - 탄자니아의 제3대 대통령 벤저민 음카파. (~2020년)
- 1940년 - 쿠바 태생 미국의 야구 선수 루이스 티안트. (~2024년)
- 1942년 - 대한민국의 성우 유강진.
- 1943년
  - 대한민국의 바둑 기사 김인. (~2021년)
  - 대한민국의 사회운동가 정동년. (~2022년)
- 1945년 - 미국의 정치인 짐 도일.
- 1946년 - 대한민국의 방송인 이계진.
- 1950년 - 미국의 정치인 척 슈머.
- 1955년 - 이탈리아의 작곡가, 피아니스트 루도비코 에이나우디.
- 1958년 - 대한민국의 성우 최문자.
- 1960년
  - 대한민국의 전 배우 박세범.
  - 미국의 뉴스 캐스터 로빈 로버츠.
- 1961년 - 일본의 만화가 일러스트레이터, 디자이너 시로 마사무네.
- 1962년 - 베네수엘라의 대통령 니콜라스 마두로.
- 1963년 - 독일의 배우 안드레아스 슈미트. (~2017년)
- 1964년
  - 대한민국의 만화가, 작가 박시백.
  - 스웨덴의 권투 선수 라르스 뮈르베리.
- 1965년
  - 대한민국의 성우 김영진.
  - 미국의 종합격투기 선수 돈 프라이.
- 1966년
  - 프랑스의 배우 뱅상 카셀.
  - 대한민국의 작가 김영현.
- 1969년
  - 에콰도르의 축구 심판 비론 모레노.
  - 필리핀의 배우 로빈 파디야.
- 1970년
  - 대한민국의 희극인, 가수 김경식.
  - 대한민국의 정치인 김예령.
- 1971년
  - 대한민국의 배우 박선아.
  - 미국의 래퍼 빅 펀. (~2000년)
- 1973년 - 대한민국의 축구 해설가 장지현.
- 1978년
  - 대한민국의 배우 황인영.
  - 대한민국의 농구 선수 김승현.
- 1980년 - 미국의 야구 선수 조너선 파펠본.
- 1981년
  - 대한민국의 희극인 신기루.
  - 대한민국의 전 스타크래프트 프로게이머 강도경.
- 1982년
  - 대한민국의 배우 신성록.
  - 대한민국의 가수 채영인.
  - 대한민국의 희극인 김태원.
- 1983년 - 대한민국의 쇼트트랙 선수 전다혜.
- 1984년
  - 일본의 전 축구 선수 소노다 다쿠야.
  - 대한민국의 가수 미카.
- 1985년
  - 러시아의 쇼트트랙 선수 빅토르 안.
  - 대한민국의 레이싱 모델 김미혜.
- 1986년 - 대한민국의 프로게이머 곽웅섭.
- 1987년
  - 대한민국의 전직 스타크래프트 프로게이머 마재윤.
  - 대한민국의 쇼트트랙 선수 변천사.
  - 중화권의 의료인 옌리멍.
- 1988년 - 대한민국의 가수 마크툽.
- 1989년
  - 대한민국의 아나운서 빙나리.
  - 대한민국의 정치인, 김영삼 전 대통령의 손자 김인규.
  - 대한민국의 축구 선수 강지용. (~2025년)
- 1990년
  - 대한민국의 가수 에디 킴.
  - 대한민국의 펜싱 선수 최수연.
- 1991년
  - 브라질의 축구 선수 윌리앙 주제 다 시우바.
  - 일본의 야구 선수 야마카와 호타카.
  - 일본의 축구 선수 이사 고헤이.
- 1992년
  - 미국의 가수 마일리 사이러스.
  - 대한민국의 가수 박성연.
  - 대한민국의 가수 은비. (레이디스 코드). (~2014년)
  - 대한민국의 전 리그 오브 레전드 프로게이머 이지훈.
- 1993년
  - 대한민국의 배우 병헌.
  - 대한민국의 배우 강윤제.
  - 대한민국의 래퍼 영빈 (SF9).
  - 대한민국의 배우 양병열.
  - 대한민국의 유튜버 테스터훈.
- 1994년 - 대한민국의 뮤지컬 배우 전예지.
- 1995년
  - 대한민국의 배우 겸 가수 김나영 (전 구구단).
  - 대한민국의 가수 황아영.
- 1996년
  - 대한민국의 성우 김윤기.
  - 대한민국의 가수 신용국.
  - 잉글랜드의 축구 선수 제임스 매디슨.
- 1997년
  - 일본의 아이돌 타케우치 아카리.
  - 중국의 바둑 기사 위즈잉.
- 1998년 - 대한민국의 가수 노지선 (fromis_9).
- 1999년 - 대한민국의 가수 천재인.
- 2000년
  - 대한민국의 가수 스티피.
  - 대한민국의 가수 은비.
- 2001년 - 대한민국의 온라인콘텐츠창작자 김수환.
- 2006년 - 프랑스의 배우 필리프 누아레.

### 미상
- 대한민국의 가수, 대학교수 여린.

## 사망
- 386년 - 중국 동진의 제7대 황제 사마혁. (342년~)
- 1763년 - 프랑스의 소설가 아베 프레보. (1697년~)
- 1896년 - 일본의 작가 히구치 이치요. (1872년~)
- 1934년 - 영국의 극작가 피네로.
- 1970년 - 노르웨이의 작가 알프 프뢰위센. (1914년~)
- 1976년 - 프랑스의 작가, 정치인 앙드레 말로. (1901년~)
- 1983년 - 우크라이나의 작가 미콜라 바잔. (1904년~)
- 1990년 - 영국의 작가 로알드 달. (1916년~)
- 1993년 - 대한민국의 시인 김광균. (1914년~)
- 1995년 - 프랑스의 영화 감독 루이 말. (1932년~)
- 2001년 - 대한민국의 희극인 양종철. (1962년~)
- 2013년 - 대한민국의 교육자 박영식. (1934년~)
- 2016년 - 대한민국의 군인 함명수. (1928년~)
- 2018년 - 영국의 영화감독 니콜라스 로그. (1928년~)
- 2019년 - 대한민국의 야구 선수 김성훈. (1998년~)
- 2020년
  - 남아프리카공화국의 축구 선수 아넬레 응콩카. (1987년~)
  - 미국의 영화배우 애비 돌턴. (1932년~)
  - 미국의 정치인 데이비드 딩킨스. (1927년~)
  - 일본의 소설가 고바야시 야스미. (1962년~)
- 2021년
  - 대한민국의 제11~12대 대통령 전두환. (1931년~)
  - 대한민국의 승려 이광영. (1953년~)

## 기념일
- 근로감사의 날(勤労感謝の日): 일본

## 같이 보기
- 전날: 11월 22일 다음날: 11월 24일 - 전달: 10월 23일 다음달: 12월 23일
- 음력: 11월 23일
- 모두 보기